# Norbert Raba
Norbert Raba (* 21. April 1973 in Strzelin) ist ein polnischer Politiker der Platforma Obywatelska (Bürgerplattform).
Norbert Raba hat ein abgeschlossenes Politikwissenschaftsstudium der Universität Breslau. Später arbeitete er im Breslauer Architekturmuseum. 2006 wurde er Starost des Powiats Strzeliński. Bei den vorgezogenen Parlamentswahlen 2007 trat Raba im Wahlkreis 3 Wrocław (Breslau) an und konnte mit 4.306 Stimmen einen Sitz im Sejm erringen.
Norbert Raba ist verheiratet.